# Щурівське нафтове родовище
Щурівське нафтове родовище — належить до Монастирищенсько-Софіївського нафтоносного району Східного нафтогазоносного регіону України.

## Опис
Розташоване в Чернігівській області, на відстані 15 км від м. Прилуки.
Знаходиться в західній частині приосьової зони Дніпровсько-Донецької западини. В 1975 р. з відкладів вехн. візе в інтервалі 3045-3053 м одержано фонтан нафти дебітом 46 т/добу через штуцер діам. 5 мм. На родов. 12 пошук. і розвід. свердловин розкривають осадові відклади від четвертинних до девонських. Колектори — пісковики та алевроліти.
Поклади нафти пластові, склепінчасті, літологічно обмежені, тектонічно екрановані. Родовище розробляється з 1977 р. Режим розробки водонапірний. Запаси початкові видобувні категорій А+В+С1 — 927 тис.т нафти; розчиненого газу 70 млн. м³. Густина дегазованої нафти 817—822 кг/м³.